# Badlands

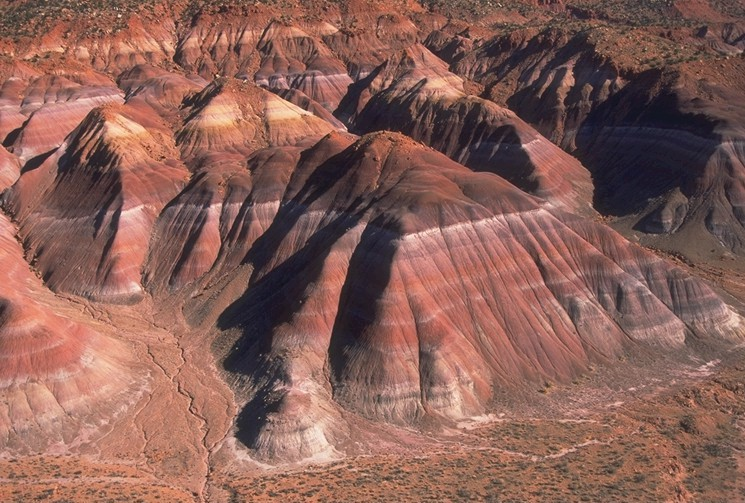
Grand Staircase-Escalante National Monument, Utah

Badlands (česky „špatné země“ / „půdy“) je krajina s velmi suchým terénem a zemědělsky zcela nevyužitelnou půdou. Obvykle se jedná o vyprahlou pustinu, erodovanou dlouhodobými větry a vodou. Často je tento typ terénu doprovázen typickými geologickými tvary typu roklí, húdú (skalními věžemi) apod.
Tento terén se nachází zejména na americkém Středozápadě (např. Montana, Nebraska), ale také třeba ve Španělsku, na Novém Zélandu a jinde. Oblasti badlands jsou také významnými paleontologickými lokalitami pro objevování fosílií.

## Reference

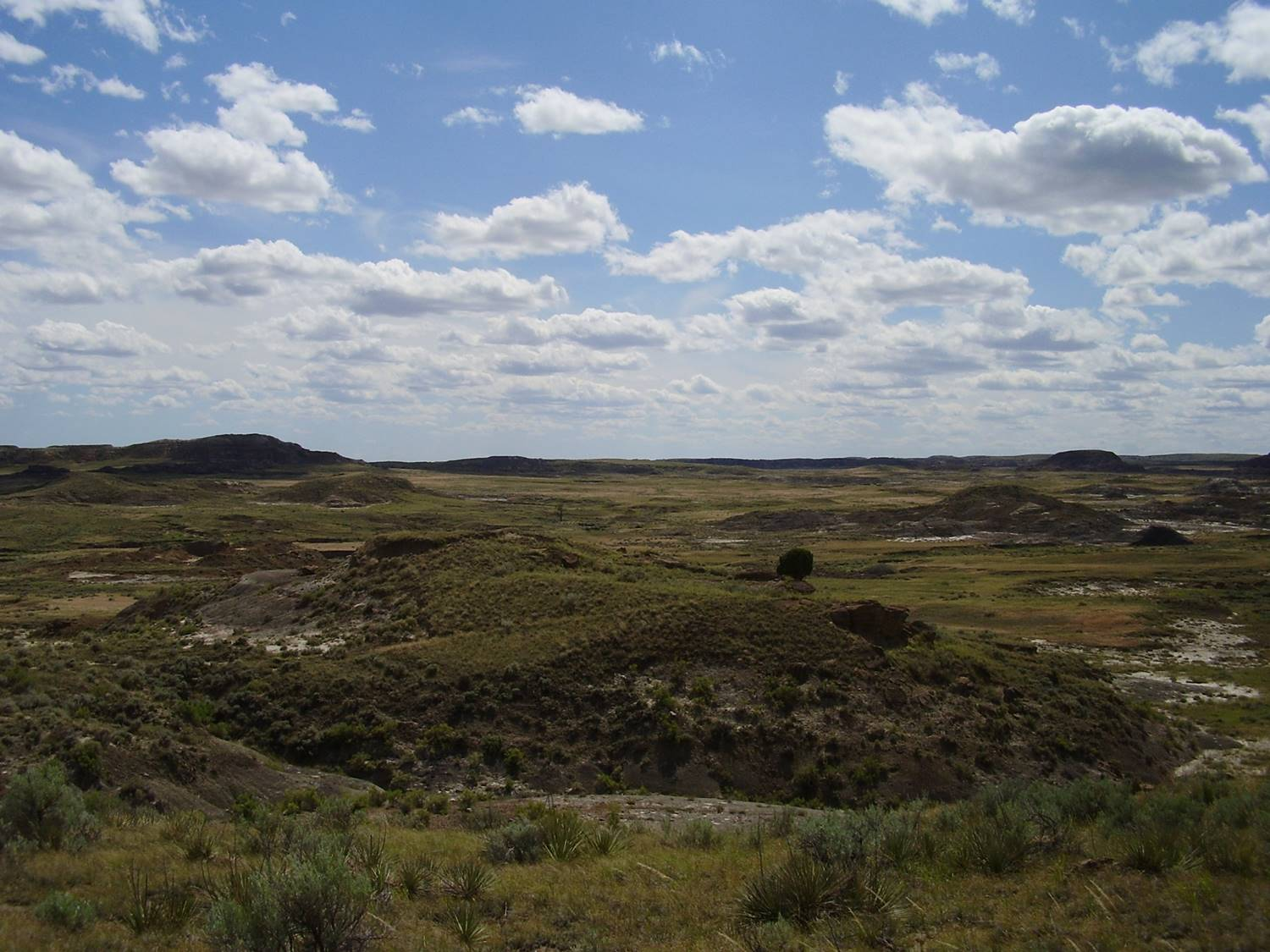
Pustiny Badlands ve východní Montaně. V této oblasti bylo objeveno velké množství fosilií posledních neptačích dinosaurů (souvrství Hell Creek).